# Филистејци
Филистејци или Филистинци (хебр. פלשתים, plishtim) су били народ настањен на јужној обали Ханана, на територији касније названој Филистеја. Порекло им је предмет расправе међу научницима, али модерна археологија је сугерисала културне везе с микенским светом у Грчкој. Највероватније су били приморски народ који се у раном 2. миленијуму одселио са Егеја копном и морем преко Крита и Кипра на Блиски исток. Селидба је највероватније узрокована инвазијом Грка. Иако су Филистејци преузели локалну хананску културу и језик пре него што су оставили и један запис, сугерише се да је неколико филистејских речи било индоевропског порекла (види: Филистејски језик). Филистејци су продрли према Египту где их је фараон Рамзес III одбио са границе, да би их потом населио на обалним пределима и употребљавао их као плаћенике. Временом су се осамосталили и помешали са локалним становништвом и успоставили више градова као што су Газа, Ашкелон, Ашдод и други.
У Старом завету Филистејаци се помињу на више места: у Књизи о судијима (4-5), где се говори о првом сукобу јеврејских племена са филистејцима, у Другој књизи Самуиловој (2 Сам 5, 17, 8, 1) где говори о двобоју Давида и Голијата, и о другим сукобима (1 Цар 15, 27; 16, 15; 2 Цар 18, 8; Днев 21, 16, 26, 6; 28, 18).
Асирци више пута нападају Филистејце, а коначно их себи потчињава асирски краљ Сенахериб и Филистеја постаје асирска покрајина. У време краља Асархадона Филистеја постаје покрајина Асирског царства. Након упада војске Набукодоносора Филистејци више немају никакву политичку улогу.